# Firefly (båtmodell)
Firefly är en liten jolle med storsegel och fock och en segelyta på 6,3 kvadratmeter som normalt seglas av två personer. Den är 3,6 meter lång och 1,4 meter bred och väger 118 kg. Jollen konstruerades som en entypsjolle av Uffa Fox år 1946 och byggdes ursprungligen av varmböjd plywood.
Firefly-jollen valdes som enmansjolle till olympiska sommarspelen 1948 och seglingarna i Torquay, där danska Paul Elvstrøm vann guld.
Jollarna till OS byggdes av Fairey Marine i Southampton, och fordelades genom lottning.

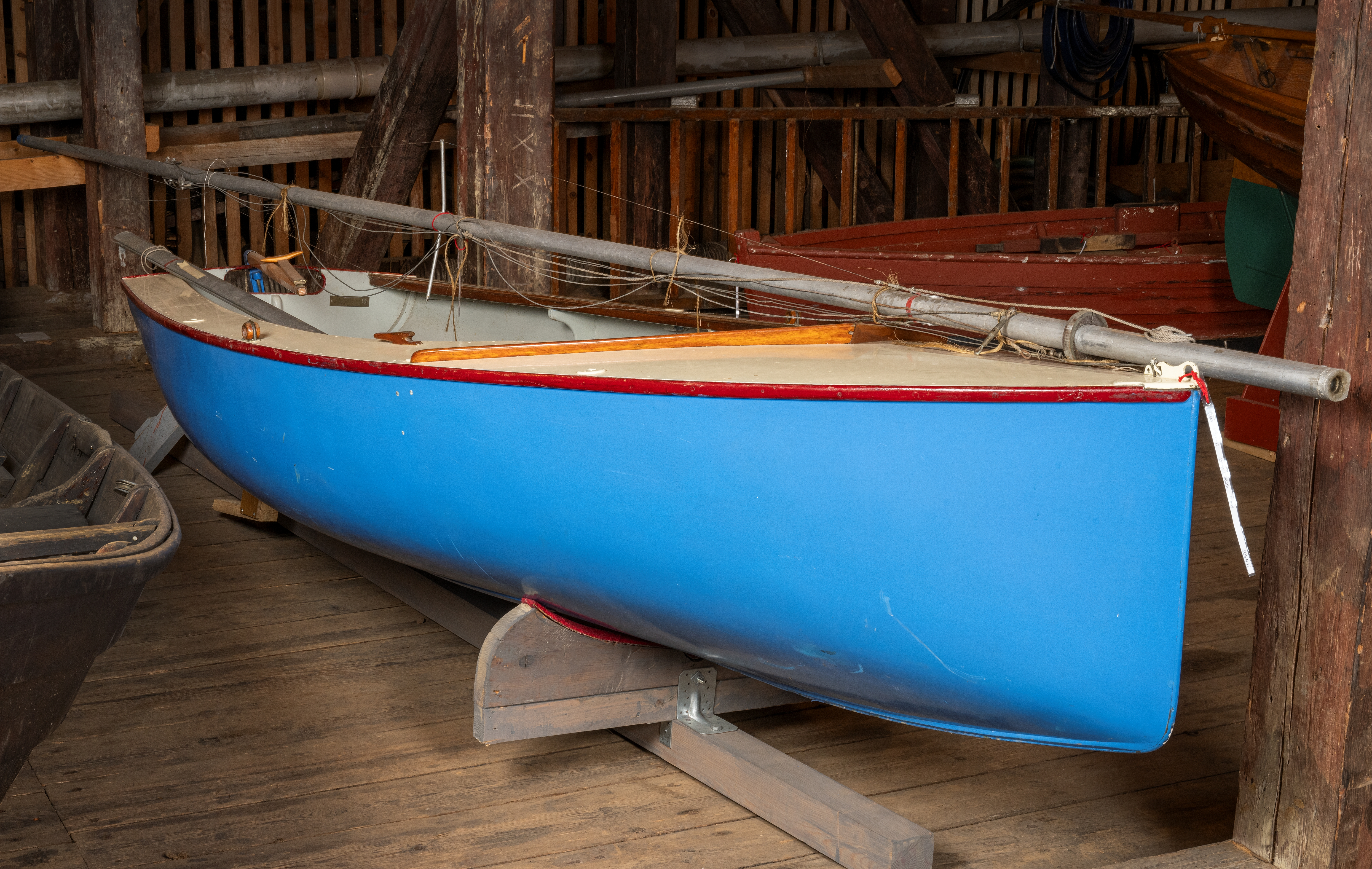
Firefly-jolle som användes av finska seglare vid träning inför OS i London

Den var svårseglad som enmansjolle i hårt väder och avlöstes av den tyngre, men dyrare finnjollen till olympiska sommarspelen 1952 i Helsingfors.
Mer än 4 270 jollar har byggts. De tillverkas sedan 1973  av glasfiberarmerad plast.

## Exsterna länkar
- Wikimedia Commons har media som rör Firefly (båtmodell).